# Arhifonem
În fonologie, un arhifonem este o unitate abstractă definită prin ansamblul trăsăturilor comune pentru două foneme. Opoziția dintre ele se realizează prin cel puțin câte o trăsătură diferită, dar este posibil ca aceasta să se manifeste numai în anumite contexte fonetice, iar în altele nu. Se spune că în acestea, opoziția se neutralizează, adică nu se realizează. Arhifonemul este rezultatul acestei neutralizări.
Noțiunea de arhifonem și termenul corespunzător au fost introduse în fonologie de către lingvistul Nikolai Sergheevici Trubețkoi, membru al Cercului lingvistic de la Praga, printr-o lucrare a sa din 1939.

## Exemplu de arhifonem consonantic
Precum în mai multe alte limbi, și în franceză există consoanele /s/ și /z/, care au ca trăsături comune faptul că ambele sunt consoane fricative ca mod de articulare și alveolare ca loc de articulare. Singurele trăsături prin care se opun este că /s/ este surdă, iar /z/ – sonoră. Această opoziție se realizează în mai multe contexte fonetice, fapt dovedit de existența unor perechi minimale cu acele contexte:
- în poziție inițială de cuvânt, înaintea unei vocale: saut [so] „salt” ~ zoo [zo] „grădină zoologică”[2];
- în poziție intervocalică: poisson [pwasõ] „pește” ~ poison [pwazõ] „otravă”[2];
- în poziție finală de cuvânt, după o vocală: visse [vis] „înșurubează” ~ vise [vːz] „ochește” [2];
- înaintea consoanei sonante palatale [j], numită și semiconsoană sau semivocală: l’Asiatique [lazjatik] „asiaticul” ~ la sciatique [lasjatik] „sciatica”[4];
- înaintea consoanei sonante labiovelare [w] (semiconsoană sau semivocală), deși numai în ceea ce se numește semipereche minimală (în care se schimbă mai mult de un sunet): Souabe [swab] „șvab” ~ zouave [zwav] „zuav”[4];
- înaintea consoanei [l], în semipereche minimală: ficeler [fisle] „a lega cu sfoară” ~ ciseler [sizle] „a cizela”[5].

Opoziția surdă ~ sonoră se neutralizează însă în alte contexte în care, ca dovadă, nu se găsesc perechi minimale cu aceste consoane. Sunt două tipuri de asemenea situații. Într-una din ele numai un membru al perechii este posibil, anume înaintea unei consoane surde, când se poate pronunța numai [s]: asphalte [asfalt] „asfalt”, espoir [ɛspwɑʁ] „speranță”. Acest lucru este valabil și în rarele cazuri când [s] se scrie z, ex. aztèque [astɛk] „aztec”.
În celălalt tip de situație tot nu există perechi minimale, dar ambele pronunții sunt posibile fără să fie vreun risc de confuzie. Aceasta se întâmplă înaintea unei consoane sonore, când în franceză se scrie de obicei s, dar unii pronunță [s], alții [z]. Exemple: sbire [sbiːʁ] sau [zbiːʁ] „zbir”, svelte [svɛlt] / [zvɛlt] „zvelt”, Israël [isʁaɛl] / [izʁaɛl] „Israel”, Nasdaq [nasdak] / [nazdak].
Arhifonemele consonantice se notează, prin convenție, cu o literă majusculă, dintre cele două corespunzătoare fonemelor în cauză alegându-se, tot prin convenție, cea corespunzătoare membrului așa-zis nemarcat al perechii. În exemplul de mai sus, notația este /S/, considerându-se că consoana surdă este nemarcată față de perechea ei, care este marcată prin prezența sonorității. Prin urmare, exemplele în care opoziția este neutralizată se pot transcrie /aSfalt/, /ɛSpwɑʁ/, /aStɛk/, /Sbiːʁ/, /Svɛlt/, /iSʁaɛl/, /naSdak/.

## Exemple de arhifoneme vocalice
Printre vocalele limbii franceze există arhifoneme în cazul perechilor ai căror membri se deosebesc prin opoziția semiînchisă ~ semideschisă, de exemplu /e/ ~ /ɛ/ și /o/ ~ /ɔ/. Este de precizat că trebuie făcută deosebirea dintre varietatea standard a limbii franceze și folosirea reală a limbii, pentru că aceste opoziții se păstrează în standard și în unele regiuni francofone (cea mai mare parte a jumătății de nord a Franței, Belgia, Elveția și Canada), dar sunt practic dispărute în alte regiuni, anume în restul Franței.
În cazul acestor vocale, pentru stabilirea cazurilor de neutralizare se iau în considerare drept context fonetic faptul de a fi accentuate sau nu, și faptul de a se afla în silabă deschisă sau închisă. În această din urmă poziție poate conta și ce fel de consoană închide silaba.

### Arhifonemul /E/
Vocalele /e/ și /ɛ/ au în comun faptul de a fi anterioare și nerotunjite, dar se opun prin gradul de deschidere: prima este semiînchisă, a doua – semideschisă. Opoziția dintre ele nu se neutralizează, cel puțin în standard, când sunt în silabă deschisă accentuată. Perechi minimale: nez [ne] „nas” ~ naît [nɛ] „se naște”, pré [pre] „pajiște” ~ prêt [prɛ] „gata”, je ferai [ʒǝfǝʁe] „voi face” ~ je ferais [ʒǝfǝʁɛ] „aș face”.
Opoziția /e/ ~ /ɛ/ se neutralizează în silabă închisă de orice consoană, fie în poziție accentuată (ex. père [pɛːʁ] „tată”, sept [sɛt] „șapte”, seize [sɛːz] „șaisprezece”, belle [bɛl] „frumoasă”, sau neaccentuată (ex. pertinent [pɛʁti'nɑ̃] „pertinent”), neexistând perechi minimale cu asemenea contexte.
Această opoziție se neutralizează și în poziție neaccentuată în silabă deschisă, prin faptul că vocala se poate pronunța semiînchisă, semideschisă sau cu deschidere intermediară, ex. maison [mezɔ̃] / [mɛzɔ̃] / [me̞zɔ̃] „casă” .
Arhifonemul corespunzător se notează cu /E/, aceasta fiind litera unică cea mai reprezentativă pentru fonemele în cauză, deci exemplele se pot transcrie /pEʁ/, /sEt/, /sEz/, /bEl/, /mEzɔ̃/.

### Arhifonemul /O/
Vocalele /o/ și /ɔ/ se deosebesc tot numai prin gradul de deschidere. Opoziția lor se realizează numai în poziție accentuată, în silabă închisă de o consoană dintre /m/, /n/, /l/, /p/, /b/, /t/, /d/ și /k/. Perechi minimale: pomme [pɔm] „măr” ~ paume [poːm] „palmă”, sonne [sɔn] „sună” ~ Saône [soːn], Paul [pɔl] „Paul” ~ pôle [poːl] „pol”, lobe [lɔb] „lob” ~ l’aube [loːb] „zorii (zilei)”, top [tɔp] „top” ~ taupe [toːp] „cârtiță” , sotte [sɔt] „proastă” ~ saute [soːt] „(el/ea) sare”, ode [ɔd] „odă” ~ Aude [oːd], roc [ʁɔk] „stâncă” ~ rauque [ʁoːk] „răgușit”.
Opoziția dintre aceste vocale se neutralizează în poziție accentuată, în silabă închisă de /ʁ/, situație în care se realizează numai [ɔ], neexistând perechi minimale: sort „soartă” și saur „sărat” [sɔːʁ], trésor [trezɔːʁ] „comoară”.
Alt context de neutralizare pentru această opoziție este în silabă deschisă accentuată, unde se realizează numai [o]: mot „cuvânt” și maux „rele” (substantiv) [mo], pot „oală” și peau „piele” [po].
Se poate pronunța [o] sau [ɔ] în silabă deschisă neaccentuată, deci nici în acest context nu se realizează opoziția: dinosaure [dinozɔːʁ] sau [dinɔzɔːʁ] „dinozaur”.
Arhifonemul corespunzător lui /o/ și /ɔ/ este /O/, care poate fi notat astfel în cuvintele /sOʁ/, /mO/, /pO/, /dinOzOʁ/ de mai sus.

## Neutralizare regională
Se poate vorbi de arhifonem a două foneme din sistemul fonologic al varietății unei limbi, fie standard sau regională, în care nu se realizează opoziția dintre ele în unele contexte fonetice, dar se poate realiza în cel puțin unul. În regiuni în care se vorbește aceeași limbă, dar nu se realizează opoziția între fonemele respective în niciun context, nu este vorba de arhifonem, ci numai de neutralizare regională, conform sistemului fonologic propriu al varietății respective. Este cazul, de exemplu, al opoziției /e/ ~ /ɛ/ care nu se realizează nici în silabă deschisă accentuată în numeroase regiuni din Franța.